# Al-Ittihad Sports Club
L'Al-Ittihad Sports Club è una squadra di calcio africana del Sudan.
Fondato nel 1933, il club milita nella massima serie calcistica sudanese.

## Rosa
| N. |                  | Ruolo | Calciatore           |
| -- | ---------------- | ----- | -------------------- |
| -  | Sudan (bandiera) | P     | Ahmed Musa           |
| -  | Sudan (bandiera) | P     | Yassin Osman         |
| -  | Sudan (bandiera) | D     | Abd Allah Edrees     |
| -  | Sudan (bandiera) | D     | Emad Atron           |
| -  | Sudan (bandiera) | D     | Mosab Mudathir       |
| -  | Sudan (bandiera) | D     | Altaiyp Al Nouri     |
| -  | Sudan (bandiera) | D     | Mowaia Bashir Fadasi |
| -  | Sudan (bandiera) | C     | Hatem Rahal          |
| -  | Sudan (bandiera) | C     | Hatim Osman Meena    |
| -  | Sudan (bandiera) | C     | Atef Alsadig         |
| -  | Sudan (bandiera) | C     | Frag Alhaj           |
| -  | Sudan (bandiera) | C     | Frid                 |
| -  | Sudan (bandiera) | C     | Ez Aldeen Adarob     |

| N. |                    | Ruolo | Calciatore             |
| -- | ------------------ | ----- | ---------------------- |
| -  | Sudan (bandiera)   | C     | Harouna Harouna        |
| -  | Sudan (bandiera)   | C     | Khalaf Allah Adam      |
| -  | Sudan (bandiera)   | C     | Mofadil Basha          |
| -  | Sudan (bandiera)   | C     | Mohanad Zico           |
| -  | Nigeria (bandiera) | C     | Samson Obina           |
| -  | Nigeria (bandiera) | C     | Waziri                 |
| -  | Sudan (bandiera)   | A     | Ehab Maki              |
| -  | Sudan (bandiera)   | A     | Abolgasem Saeed        |
| -  | Sudan (bandiera)   | A     | Bakri Al-Shaygi        |
| -  | Sudan (bandiera)   | A     | Ezz Aldin Mohamed      |
| -  | Sudan (bandiera)   | A     | Mohamed Ragab Alswilia |
| -  | Sudan (bandiera)   | A     | Saif Ganai             |
| -  | Sudan (bandiera)   | A     | Zuhair Zukariyia       |

## Palmarès

### Competizioni nazionali
- Sudan Cup: 1

1990

### Altri piazzamenti
- Sudan Premier League:

Secondo posto: 1966-1967

## Stadio
Il club gioca le gare casalinghe allo Stade Wad Madani che ha una capacità di 5.000 posti a sedere.